# N-400
La N-400 es una carretera nacional española de interés estatal que enlaza Toledo con Cuenca, de unos 180 km de longitud. 
La N-400 va a ser sustituida en la totalidad de su trazado por el tramo entre Cuenca y Toledo de la autovía A-40.

## Localidades colindantes
- Toledo
- Algodor
- Ocaña
- Noblejas
- Villarrubia de Santiago
- Santa Cruz de la Zarza
- Tarancón
- Huelves
- Paredes
- Alcázar del Rey
- Carrascosa del Campo
- Horcajada de la Torre
- Naharros
- Venta del Hambre
- Pineda de Gigüela
- Villar del Horno
- Cabrejas
- Nohales
- Cuenca

- Datos: Q2264959